# Зелена морава
Зелена морава е село в Североизточна България. То се намира в община Омуртаг, област Търговище.

## География
Село Зелена морава се намира в планински район.

## Културни и природни забележителности
Паметник за възпоменаване на хилядите Български граждани, депортирани по време на Голямата екскурзия през 1989 година. Построена е през 2002 година.